# Гетто в Щучине (Беларусь)
Гетто в Щу́чине (сентябрь 1941 — 17 сентября 1943) — еврейское гетто, место принудительного переселения евреев города Щучин Гродненской области и близлежащих населённых пунктов в процессе преследования и уничтожения евреев во время оккупации территории Белоруссии войсками нацистской Германии в период Второй мировой войны.

## Оккупация Щучина и создание гетто
В июне 1941 года в местечке Щучин из 5000 жителей было 3000 (2500) евреев.
Щучин был захвачен немецкими войсками на четвёртый день войны — 25 (26) июня 1941 года и находился под властью нацистов более трёх лет — до 13 июля 1944 года. В Щучин немцы зашли со стороны посёлка Рожанка, в котором сразу после захвата убили 80 евреев.
Немцы очень серьёзно относились к возможности еврейского сопротивления, и поэтому в первую очередь убивали в гетто или ещё до его создания евреев-мужчин в возрасте от 15 до 50 лет — несмотря на экономическую нецелесообразность, так как это были самые трудоспособные узники. По этой причине уже в первый день оккупации Щучина немцы организовали еврейский погром, а затем убили почти всех евреев-мужчин. Так, в середине августа 1941 года немцы отобрали, расстреляли и закопали в лесу 40 евреев, а вскоре после этого собрали всю еврейскую интеллигенцию с семьями — всего 50 человек, — и убили их в лесу около деревни Топилишки.
В июле 1941 года немцы заставили евреев организовать юденрат, куда включили Парецкого, Илутовича Мовшу, Левина, Лицкого Льва, Листовского Иосифа, Левита Зосла, Моршинского Цви, и еврейскую полицию в составе начальника Фришмана Рафаэля, Ратмана Альтера, Моршинского Симхи и Каменецкого Арона. От юденрата жестко требовалось обеспечить выполнение всех приказов оккупантов в отношении евреев.

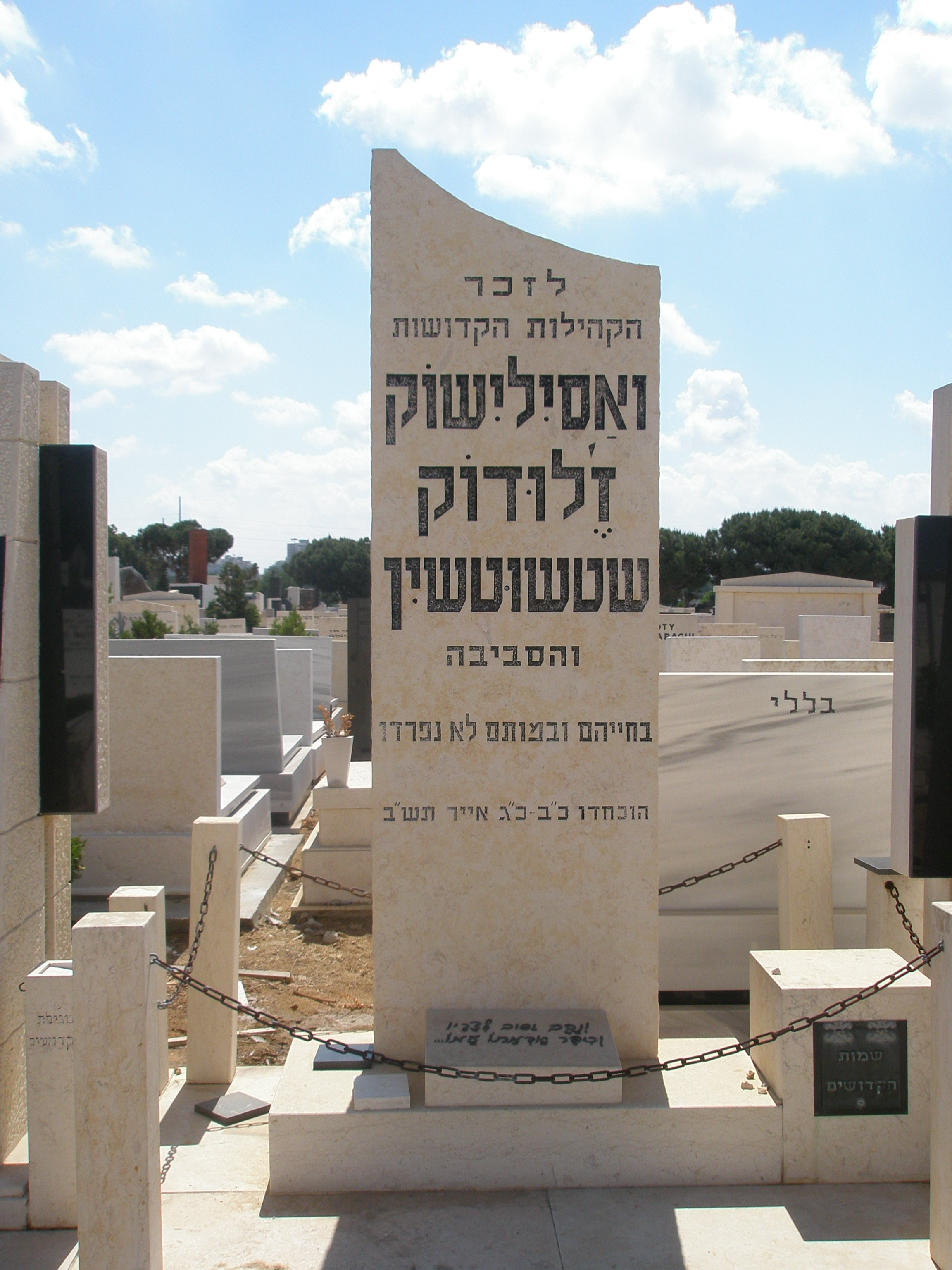
Символический памятник евреям Василишек, Желудка и Щучина на мемориальном кладбище в Холоне

В сентябре 1941 года немцы, реализуя нацистскую программу уничтожения евреев, организовали в Щучине гетто, находящееся в районе улиц Ленинской и Комсомольской.

## Условия в гетто
Гетто не охранялось и не было огорожено, но выходить из него позволялось только днём. Узникам запрещалось общаться с нееврейским населением и вообще появляться на улицах в неустановленное время, не разрешалось ходить по тротуарам и под угрозой смерти запрещалось появляться без нашитых на верхней одежде на груди и на спине желтых шестиконечных звёзд. Каждый мужчина и женщина в гетто обязаны были трудиться в качестве рабов на принудительных работах, получая в день 150 грамм суррогатного хлеба.
Юденрат делал всё возможное, чтобы хоть как-то облегчить существование узников — организовывал доступное медицинское обслуживание, обеспечивал больных горячим супом, выделял минимальное питание для самых необеспеченных.
Немцы постоянно врывались в гетто, выискивали многодетные семьи и расстреливали детей вместе с родителями. Только в одну из суббот так были убиты 20 человек.

## Уничтожение гетто
Бо́льшая часть узников была убита в субботу 9 (10) мая 1942 года. За два дня до этого немцы приказали юденрату запретить узникам покидать гетто и обязали собрать и сдать ценные вещи).
В этот день утром немцы и полицаи-поляки выстроили всех еврее на площади Свободы возле синагоги. Затем к месту сбора прибыли штабслейтер Виндиш и поляк Васюкевич из окружного комиссариата Лиды, начальник местной полиции Коцет, глава местного совета Ижевский и группа немцев из СД. Коцет заявил евреям, что цель сбора — это, якобы, отбор 500 трудоспособных и ремесленников для отправки в Лиду. Вайндиш выбрал 500 человек, которых отвели в сторону и уложили на землю лицом вниз. Остальных погнали за город к лесу в направлении кладбища к заранее вырытой яме шириной 3 и длиной 40 метров, где их уже ждали литовские и латышские полицаи. Обреченных людей — большей частью женщин, стариков и детей — заставляли раздеваться, спускаться в яму и расстреливали. По людям стреляли из винтовок, закидывали гранатами, засыпали слоем хлорки, а потом пригоняли следующую группу жертв. Многих закопали ещё живыми.
Во время этой «акции» (таким эвфемизмом нацисты называли организованные ими массовые убийства) были убиты 2180 (2060) евреев.
Оставшихся 500 евреев заставили собрать тела убитых и повешенных евреев вдоль дороги к расстрельной яме и похоронить их около братской могилы. Затем их вернули в гетто. 17 сентября 1943 года всех оставшихся ещё живых евреев Щучинского гетто погрузили в закрытые железнодорожные вагоны и отправили в лагерь смерти Майданек. По дороге нескольким молодым евреям удалось бежать.

## Организаторы и исполнители убийств
Известны имена организаторов и исполнителей массовых убийств мирного населения, в том числе и евреев, в Щучине. Это бургомистры Щучина Колесинский и Линевич, начальник полиции Кацет (Коцет) и его брат, комендант Щучинского гетто Войтех, полицаи Граховский, Юрчевский, Боровик, Петух, братья Новик (Новиков), Ижевский, Наумчик, Пилецкий и другие.

## Память
Из минимум 2500 евреев Щучина и ближайших деревень в живых осталось только 13 человек, и все они воевали в боевых частях партизанских отрядов.
В 1965 году на братской могиле жертв геноцида евреев Щучина был установлен обелиск, реконструированный в 2001 году.
Опубликованы неполные списки убитых евреев Щучина.